# Hurt Me
 (décembre 2024).
Si vous disposez d'ouvrages ou d'articles de référence ou si vous connaissez des sites web de qualité traitant du thème abordé ici, merci de compléter l'article en donnant les références utiles à sa vérifiabilité et en les liant à la section « Notes et références ».
Hurt Me est un album solo de Johnny Thunders sorti en 1984. Principalement seul, au chant et à la guitare acoustique, Johnny Thunders joue son répertoire solo, mais joue aussi avec The New York Dolls (sur Lonely Planet Boy) et d'autres artistes comme Bob Dylan. Cet album est produit par le label New Rose.

## Titres

### Face A
1. Sad Vacation
2. Eve Of Destruction
3. Too Much Too Soon
4. Joey Joey
5. I'm A Boy I'm A Girl
6. Go Back To Go
7. I Like To Play Games
8. Hurt Me (Thunders/Hell)
9. Illegitimate Son Of Segovia
10. It Ain't Me Babe

### Face B
1. Diary Of A Lover
2. I'd Rather Be With The Boys
3. You Can't Put Your Arms Around A Memory
4. She's So Untouchable
5. Ask Me No Questions
6. She's So Strange
7. Lonely Planet Boy (Johansen)
8. MIA
9. Cosa Nostra